# Hesperapis flavicara
Hesperapis flavicara is een vliesvleugelig insect uit de familie Melittidae. De wetenschappelijke naam van de soort is voor het eerst geldig gepubliceerd in 2007 door Eardley.